# Енипейски водопад
Енипейският водопад (на гръцки: Καταρράκτης Ενιπέα) е водопад в Източен Олимп, Гърция. Разположен е над градчето Литохоро.
Водопадът се намира в едноименния Енипейски пролом на река Енипеас (Мавролонгос), малко над хижата Приония. Висок е 38 m. До него се стига по европейската пътека за дълги разстояния Е4, която пресича пролома.